# Plymouth Moor View (circumscripció electoral del Regne Unit)
Plymouth Moor View és una circumscripció electoral representada a la Cambra dels Comuns del Parlament del Regne Unit. Elegeix un diputat mitjançant un sistema d'escrutini uninominal majoritari (first-past-the-post, en anglès).
Les circumscripcions de Plymouth foren reorganitzades a conseqüència de la revisió de la representació parlamentària de Devon duta a terme per la Comissió de Fronteres d'Anglaterra. Es crearen dues noves circumscripcions: Plymouth Moor View i Plymouth Sutton i Devonport. Plymouth Moor View és en gran part la circumscripció successora de l'antiga circumscripció de Plymouth Devonport.

## Composició
Plymouth Moor View cobreix la part septentrional de Plymouth. Les divisions electorals que componen la circumscripció són Budshead, Eggbuckland, Ham, Honicknowle, Moor View, St Budeaux i Southway.
Les altres divisions electorals de Plymouth es troben a les circumscripcions de Plymouth, Sutton i Devonport i Sud-oest de Devon.

## Diputats
| Eleccions | Eleccions | Diputat/da     | Partit    |
| --------- | --------- | -------------- | --------- |
|           | 2010      | Alison Seabeck | Laborista |

## Eleccions

### Dècada de 2010
| Eleccions de 2010: Plymouth Moor View | Eleccions de 2010: Plymouth Moor View         | Eleccions de 2010: Plymouth Moor View         | Eleccions de 2010: Plymouth Moor View | Eleccions de 2010: Plymouth Moor View | Eleccions de 2010: Plymouth Moor View |
| Partit                                | Partit                                        | Candidat/a                                    | Vots                                  | %                                     | ±%                                    |
| ------------------------------------- | --------------------------------------------- | --------------------------------------------- | ------------------------------------- | ------------------------------------- | ------------------------------------- |
|                                       | Laborista                                     | Alison Seabeck                                | 15.433                                | 37,2                                  | −7,2                                  |
|                                       | Conservador                                   | Matthew Groves                                | 13.845                                | 33,3                                  | +8,3                                  |
|                                       | Liberal Demòcrata                             | Stuart Bonar                                  | 7.016                                 | 16,9                                  | −2,1                                  |
|                                       | UKIP                                          | Bill Wakeham                                  | 3.188                                 | 7,7                                   | +0,0                                  |
|                                       | BNP                                           | Roy Crook                                     | 1.438                                 | 3,5                                   | +3,5                                  |
|                                       | Verd                                          | Wendy Miller                                  | 398                                   | 1,0                                   | +1,0                                  |
|                                       | Laborista Socialista                          | David Marchesi                                | 208                                   | 0,5                                   | −0,6                                  |
| Majoria                               | Majoria                                       | Majoria                                       | 1,588                                 | 3.8                                   |                                       |
| Participació                          | Participació                                  | Participació                                  | 41.526                                | 61,7                                  | +3,5                                  |
|                                       | Circumscripció defensada pel Partit Laborista | Circumscripció defensada pel Partit Laborista | Canvi                                 | −7,8                                  |                                       |